# Jakob von Weiher

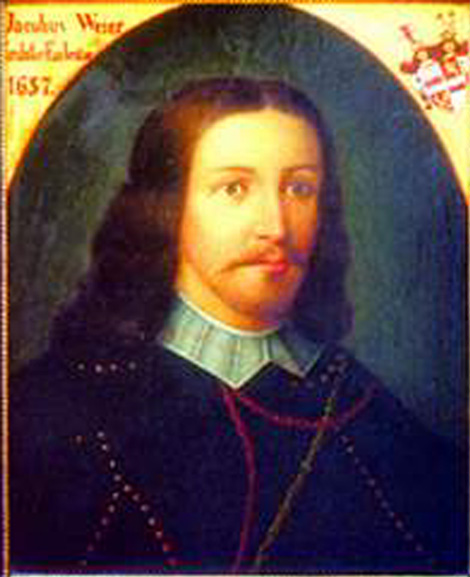
Jakob von Weiher

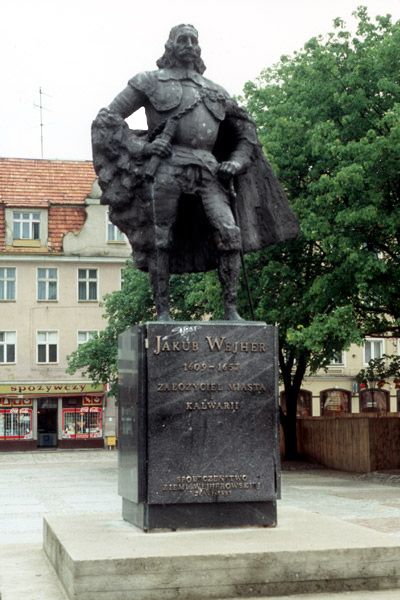
Denkmal Jakob von Weiher in Wejherowo

Jakob von Weiher (polnisch Jakub Wejher, auch Weyher, Waier, Weier) (* 1609; † 20. Februar 1657) war 1643–1657 Woiwode von Marienburg und Gründer der Stadt Wejherowo (deutsch Neustadt in Westpreußen, früher Weyersfrey).
Jakob von Weiher entstammte dem alten hinterpommerschen  Adelsgeschlecht Weiher. Er war Sohn des Woiwoden von Kulm Jan Weiher und der Tochter des Starosten von Mirachów Anna Szczawińska, Enkel des Starosten von Putzig Ernst Weiher.
Zwei Ehen sind von Jakob von Weiher bekannt. Am 18. Oktober 1636 vermählte er sich zu Regensburg mit der kaiserlichen Hofdame  Anna Elisabeth Schaffgotsch, Tochter von Jan Ulrich Schaffgotsch, die   1652 (1650?) verstarb und in dem von Weiher selbst gegründeten Ort Weyhers Freyheit (polnisch Wola Wejherowska, später Wejherowo) in der unter polnischer Oberhoheit stehenden autonomen Provinz Preußen Königlichen Anteils  beigesetzt wurde. Danach ehelichte er Joanna Katharina Radziwiłł.
Seine Ausbildung begann in der Jesuitenschule in Braunsberg und setzte sich am Hofe des polnischen Thronnachfolgers Władysław IV. Wasa fort. Sein Studium absolvierte er an der Universität in Bologna.
Danach diente Weiher in der Armee der Katholischen Liga der Fürsten des Deutschen Reiches in vielen Ländern, darunter auch auf Malta, daher das Malteserkreuz im Wappen von Wejherowo. In der Armee des Albrecht von Wallenstein während des Dreißigjährigen Krieges befehligte er einen Banner. Der Kaiser Ferdinand II. erhob ihn zum Grafen.
Zurück in Polen 1632 diente er unter Władysław IV. Wasa als Oberst und nahm Teil an dem Russisch-Polnischen Krieg 1632–1634, am Schwedenkrieg und an den Kosaken- und Tatarenkriegen.
Jakob v. Weiher errichtete 1643 in Wejherowo die Kirche zur Heiligen Dreifaltigkeit. Während der Belagerung von Smolensk 1633/34 hatte Jakob v. Weiher gelobt, zwei Kirchen zu errichten, wenn er die Belagerung überleben sollte. Die zweite Kirche war die Kirche der Heiligen Anna, die 1648 bis 1651 erbaut wurde. Zudem ließ Weiher einen Kreuzweg und Kalvarienberg mit 19 Kapellen errichten, deren Zahl sich später auf 26 erhöhte. In diesen Jahren kamen hier auch Franziskaner (OFM). Weihersfrei wurde zu einem bekannten Wallfahrtsort.
Jakob von Weiher starb nach einer kurzen Krankheit im Alter von 47 Jahren und wurde in der Franziskanerkirche in Wejherowo begraben.